# Litanies

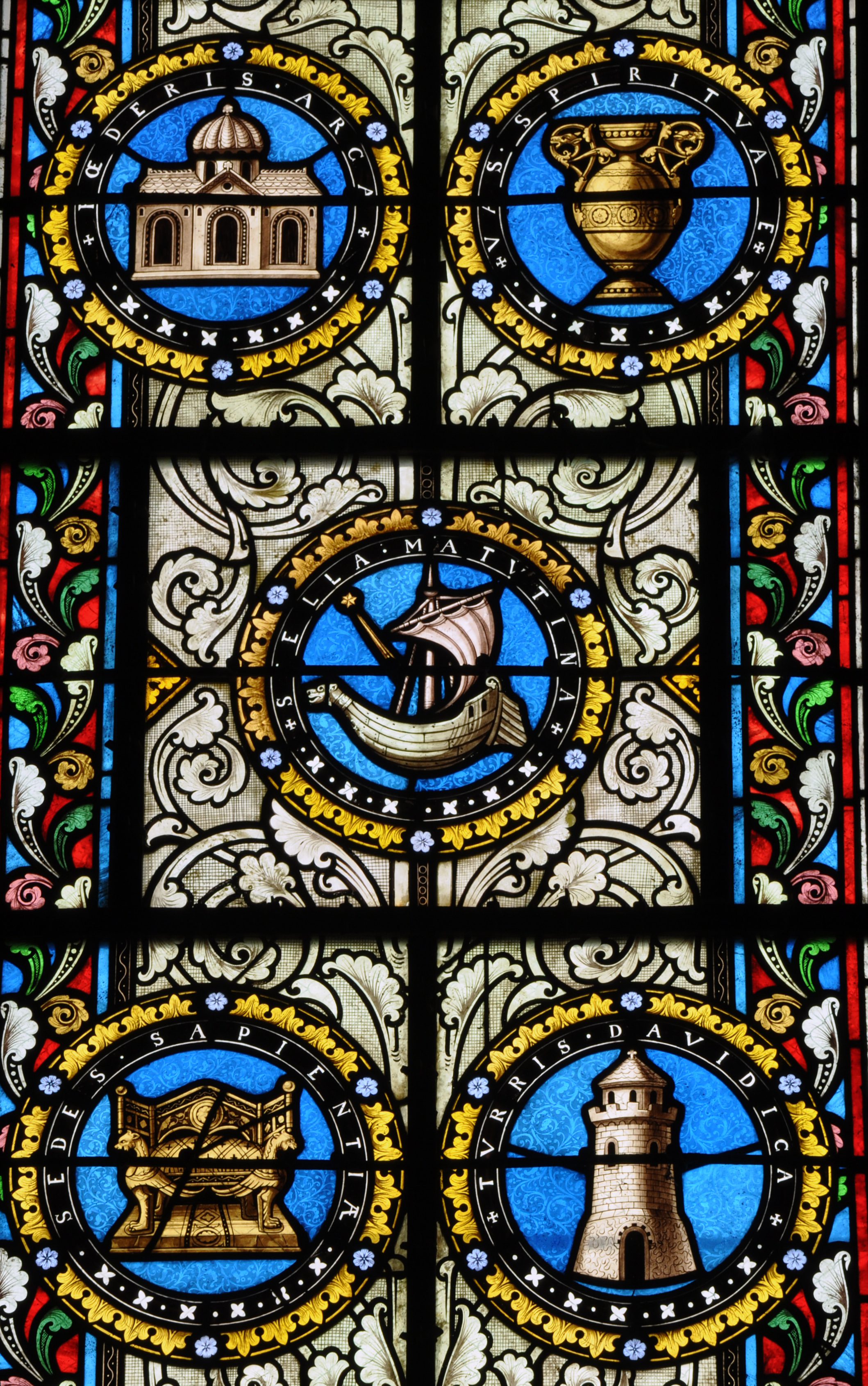
Les « litanies de Lorette » dans les vitraux de l'église d'Orbais-l'Abbaye.

Les litanies sont, dans la tradition chrétienne (principalement orthodoxe et catholique), un type de prière vocale caractérisée par la répétition psalmodiée de demandes d’intercession : « Priez pour nous ».  Adressée à la Vierge Marie, au Sacré-Cœur ou à différents saints, cette prière litanique sollicite leur intercession auprès de Dieu. Leur origine est hébraïque.

## Origine et développements
Ce type de prière serait connu du monde juif au temps de Jésus. Le psaume 136 est litanique : à la récitation psalmodique des qualités et grandes œuvres du Seigneur, le peuple répond : « et sa fidélité est pour toujours ». 
Paul dans sa lettre à Timothée recommande que la prière liturgique inclut des « supplications » (1 Tm:2:1-4). Des ébauches de litanies et supplications se trouvent dans les plus anciennes relations de célébrations eucharistiques, tel la Tradition apostolique, un traité de saint Hippolyte (datant de 215) et l’anaphore de Sérapion de Thmuis (dans son Sacramentaire). Telles que nous la connaissons aujourd'hui la prière des litanies a sans doute son origine (IVe siècle) à Antioche.  La pratique se diffuse à Constantinople et passe bientôt à l'Occident chrétien.

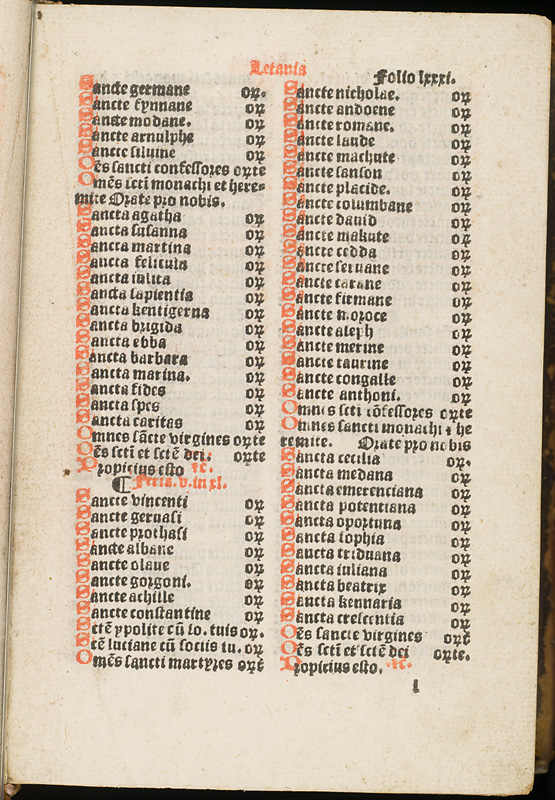
Les « litanies des saints » dans le bréviaire d'Aberdeen (1509) (noter le OpN pour « ora pro nobis »).

Le pape Gélase (492-496) compose de nouvelles litanies et supplications qui sont incluses dans la célébration de l'Eucharistie. Mais, un siècle plus tard, leur usage est restreint et limité aux fêtes spéciales par le pape Grégoire le Grand (590-604). Seule la brève litanie du Kyrie eleison reste présente dans la partie ordinaire de la célébration liturgique.
Les litanies entrent également dans les célébrations processionnelles de l'Église. Elles furent récitées une première fois en 590, par injonction du pape Grégoire le Grand, lors d'une procession publique d'action de grâce.

## Aujourd'hui
Cette prière, généralement psalmodiée en groupes restreints, fait également partie de certaines cérémonies liturgiques solennelles de l'Église catholique. Ainsi les litanies des saints sont chantées lors de la veillée pascale, des cérémonies de baptême, des ordinations sacerdotales ou épiscopales et à la Toussaint (la fête de tous les saints). 
Ces litanies peuvent être aussi priées avant une épreuve difficile, en cas d'angoisses ou en période de détresse, par exemple lors d'un cataclysme, une guerre ou une famine. Elles furent chantées, par exemple, lors des obsèques du pape Jean-Paul II en 2005. Elles commencent toujours par triple Kyrie eleison (« Seigneur, prend pitié ») et se terminent par une invocation.

## Litanies les plus connues
Les prières litaniques les plus connues sont de loin les Litanies à la Vierge Marie, dites Litanies de Lorette, qui ont d’ailleurs fait l’objet de nombreuses adaptations musicales dont les dix Litaniae Lauretanae BMV.K109(I/II/III/IV/V) et BMV.K195((I/II/III/IV/V) de Wolfgang Amadeus Mozart. 
Elles sont chantées en l'honneur de la mère de Dieu sous 51 vocables différents. D'origine supposée orientale, bien que pouvant être inspirée de pratique vocale traditionnelle et rurale du centre-sud de l'Italie, leur usage est attesté à Lorette (dans les Marches Italiennes) dès 1558, et officiellement approuvé par Sixte V en 1587. 
Certains historiens émettent toutefois l'hypothèse que ces longues invocations n'ont pas d'origine biblique, mais viennent plutôt de la poésie latine médiévale ou de l'Hymne acathiste byzantine à la Mère de Dieu. 
Les titres donnés à la Vierge Marie (« Tour de David », « Maison d’or »...), sont tirés des écrits des Pères de l’Église des premiers siècles et sont adressés à la Madone de Lorette représentée par la statue de la Madone de Lorette. 
- Litanies de la Vierge Marie, une version modernisée des Litanies de Lorette qui fut approuvée par le Saint-Siège en 1981.
- Litanies de saint Joseph. Conçues sur le modèle des litanies de Lorette elles contiennent 21 invocations à saint Joseph (ses vertus, sa dignité de père nourricier de Jésus) elles sont approuvées par Pie X en 1909.
- Litanies des saints. De loin les plus anciennes, elles sont en usage depuis 590 et servirent de modèles aux suivantes.

- Litanies de sainte Rita. Inspirées des Litanies des saints, elles font partie des prières traditionnellement dédiées à sainte Rita de Cascia.
- Litanies des mourants. Forme très abrégée des litanies de saints ces litanies accompagnent le sacrement des malades, pour ceux qui sont proches de la mort. Elles demandent avec instance l’intercession des saints pour ceux qui sont sur le point de mourir.

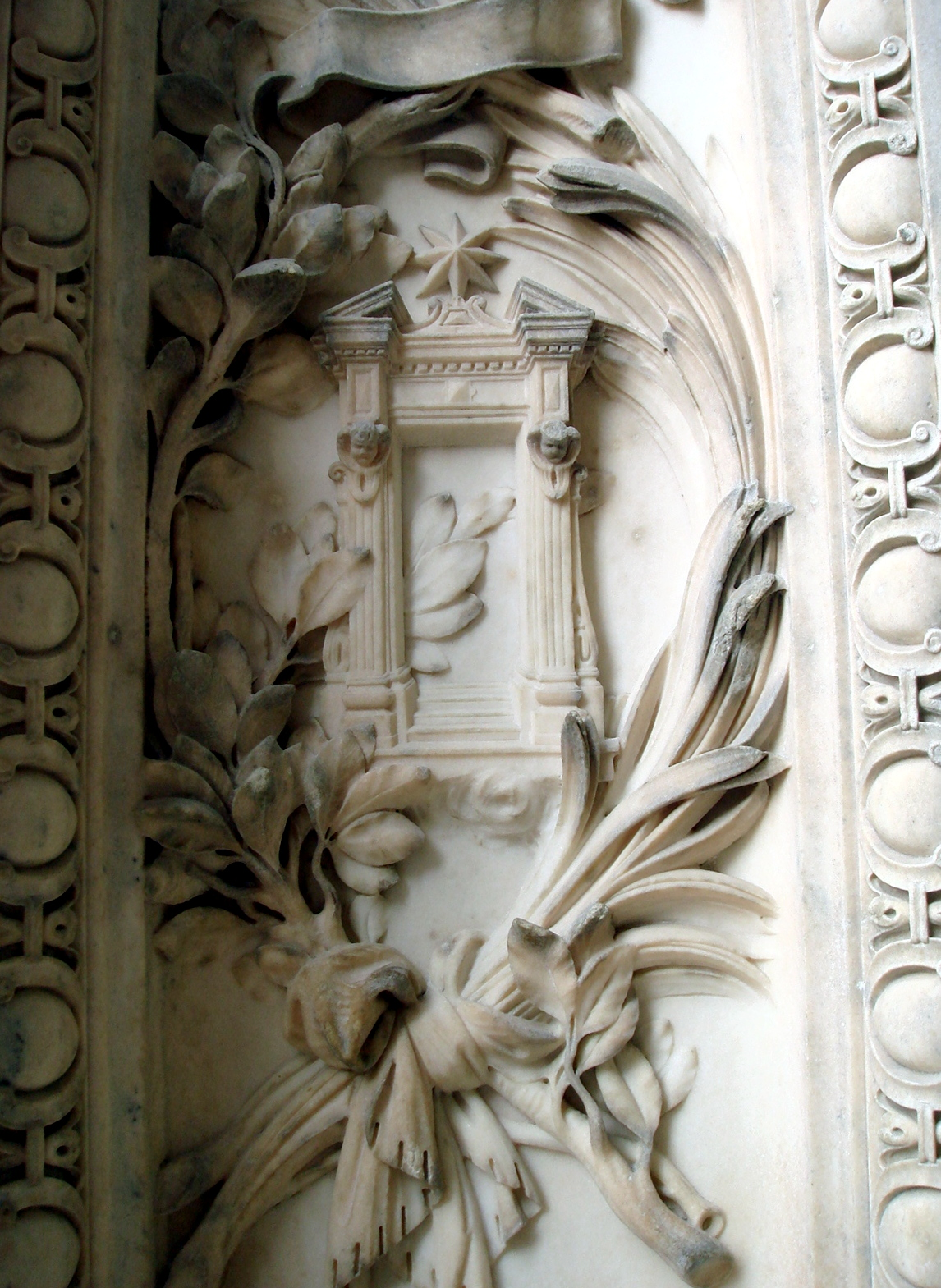
Marie comme Porte du ciel (Portail de la cathédrale de Milan).

- Litanies du très saint Nom de Jésus. Probablement composées par saint Bernardin de Sienne et Jean de Capistran au XVe siècle elles sont approuvées en 1585 par Sixte V. Une forme revue des litanies est approuvée pour usage public par Léon XIII en 1866.
- Litanies du Précieux Sang de Jésus. Les 24 invocations du « Précieux Sang de Jésus » (une autre manière d’honorer Jésus-Christ) - dévotion popularisée par saint Gaspard del Bufalo au XIXe siècle - sont approuvées par Jean XXIII en 1960.
- Litanies du Sacré-Cœur de Jésus. Composées par Anne-Madeleine Rémusat en 1718 sur un texte antérieur du père Croiset, les 33 invocations adressées au Cœur de Jésus sont approuvées par Léon XIII en 1899.

## Dans les arts
Les litanies de Lorette ont inspiré les artistes verriers comme les sculpteurs. 
- Il n'est pas rare, (comme dans l'illustration de haut de page) de voir dans une église ou l'autre un vitrail illustrant les divers vocables sous lesquels la Vierge Marie est priée dans les litanies de Lorette. Ainsi à Pontoise (église Notre-Dame), Survilliers (Église Saint-Martin), Auvers-sur-Oise (église Notre-Dame de l’Assomption), Orbais-l'Abbaye, Clermont (Église Saint-Samson), etc
- Dans le portail principal de la Cathédrale de Milan ont été sculptés les différents titres symboliques de la Vierge Marie.

- Dans l’art musical :
  - Giovanni Pierluigi da Palestrina (1525-1594) Litaniae de Beata Virgine Maria
  - Felice Anerio (1560-1614), Litaniae Beatissimae Virginis Mariae
  - Henry Du Mont (1610 - 1684), Litanies de la Vierge à 5 voix avec la basse continue. 1657
  - Marc-Antoine Charpentier (1643 - 1704), 9 Litanies de la Vierge, dont les Litanies à 6 voix H.83 pour solistes, chœur, dessus de violes, et basse continue (1684)
  - Johann Adolf Hasse (1699-1783) a composé une série de Litaniae Lauretanae (Kyrie Eleison, Salus Infirmorum, Regina Angelorum, Agnus dei I&II)
  - František Tůma (1704 - 1774), compositeur tchèque du XVIIIe siècle, a composé 20 litanies, dont la Lytaniae Lauretanae.
  - Antonín Brossmann (1731-1798) Litaniae Lauretanae
  - Wolfgang Amadeus Mozart (1756-1791) Litaniae Lauretanae (Litanies de Lorette)
  - Simon Mayr (1763 - 1845), Litaniae Laurentanae In A major.
  - Jehan Alain (1911 - 1940), musicien français, a composé en 1937 une pièce pour orgue appelée ‘Litanies

## Liens
- Litanies de Lorette